# Thyene triangula
Thyene triangula là một loài nhện trong họ Salticidae.
Loài này thuộc chi Thyene. Thyene triangula được Xie & Peng miêu tả năm 1995.